# Fermana Football Club 2022-2023
Questa voce raccoglie le informazioni riguardanti la Fermana Football Club nelle competizioni ufficiali della stagione 2022-2023.

## Stagione
Nella stagione 2022-2023 la ripescata Fermana disputa il girone B del campionato di Serie C, con 44 punti ottiene l'undicesimo posto finale. Allenata da Stefano Protti, raccoglie 20 punti nel girone di andata e 24 punti nel girone di ritorno, arrivando con 6 punti di vantaggio sulla zona Play-out. Sale in Serie B la Reggiana che ha vinto il braccio di ferro con Cesena e Virtus Entella, mentre retrocedono in Serie D il San Donato Tavernelle, l'Imolese ed il Montevarchi. Nella Coppa Italia di Serie C i canarini non superano lo scoglio del primo turno, perdendo (3-1) a Cesena.

## Divise e sponsor
Il fornitore tecnico per la stagione 2022-2023 è Macron; gli sponsor di maglia sono XL Extralight e Banco Marchigiano.
| Casa | Trasferta | Terza divisa |

## Organigramma societario
Area direttiva
- Presidente: Umberto Simoni
- Amministratore Unico e Direttore Generale: Andrea Tubaldi
- Direttore Sportivo: Massimo Andreatini
- Segretario Generale: Maurizio Stinco
- Segretario Sportivo-Amministrativo: Antonio Pagliuca
- Club Manager: Walter Matacotta
- Collaboratore tecnico: Claudio Tridici

Area comunicazione e marketing
- Responsabile Comunicazione: Roberto Cruciani
- Area Marketing e comunicazione: Lucia Polci
- Responsabile Official Store: Alessandra Iacopini
- Direttore addetto agli ufficiali di gara: Enrico Guidi
- SLO: Rossano Di Biagio
- Speaker: Stefano Castori, Paolo Rocchi
- Delegato per la gestione dell'evento: Orietta Contisciani
- Vicedelegato per la gestione dell'evento: Mauro Cesari

Area sportiva
- Direttore sportivo: Matteo Scala
- Team Manager: Enrico Guidi

Area tecnica
- Allenatore: Stefano Protti
- Vice Allenatore: Paolo Cangini
- Preparatore dei portieri: Diego Di Bonifacio
- Preparatore atletico: Daniele Miraglia
- Match analyst: Claudio Tridici
- Magazzinieri: Childerico Tomassini

Area sanitaria
- Responsabile Sanitario: Dott.sa Valeria Balducci
- Medico sociale: Dott. Lorenzo Tenisci
- Fisioterapista: Walter Costi
- Massaggiatore: Stefano Del Gatto
- Collaboratore sanitario: Cristian Piergentili
- Nutrizionista: Marco Postacchini

Area Stadio
- Responsabile Controllo Accessi: Stefano Squadrini
- Custode stadio: Eugenio, Andrenacci, Maurizio Germani
- Collaboratore: Fabio Giacopetti

## Rosa
| N. |                    | Ruolo | Calciatore           |
| -- | ------------------ | ----- | -------------------- |
| 1  | Italia (bandiera)  | P     | Nicola Borghetto     |
| 2  | Italia (bandiera)  | D     | Alessandro Eleuteri  |
| 3  | Italia (bandiera)  | D     | Francesco Luciani    |
| 3  | Italia (bandiera)  | D     | Alessandro Macchioni |
| 4  | Italia (bandiera)  | D     | Donato De Pascalis   |
| 5  | Italia (bandiera)  | D     | Jonathan Spedalieri  |
| 6  | Italia (bandiera)  | D     | Gabriele De Nuzzo    |
| 7  | Italia (bandiera)  | C     | Giovanni Graziano    |
| 8  | Italia (bandiera)  | C     | Christian Scorza     |
| 9  | Italia (bandiera)  | A     | Cristian Bunino      |
| 10 | Italia (bandiera)  | A     | Tiziano Tulissi      |
| 11 | Italia (bandiera)  | A     | Mattia Cardinali     |
| 11 | Italia (bandiera)  | A     | Samuele Neglia       |
| 12 | Italia (bandiera)  | P     | Nicolò Vaccarezza    |
| 12 | Italia (bandiera)  | P     | Jacopo De Matteis    |
| 13 | Marocco (bandiera) | D     | Yassine Diouane      |
| 14 | Italia (bandiera)  | D     | Manuel Vessella      |
| 15 | Italia (bandiera)  | C     | Filippo Lorenzoni    |

| N. |                    | Ruolo | Calciatore                   |
| -- | ------------------ | ----- | ---------------------------- |
| 17 | Italia (bandiera)  | A     | Federico Romeo               |
| 18 | Italia (bandiera)  | C     | Lorenzo Grassi               |
| 19 | Italia (bandiera)  | A     | Gabriele Onesti              |
| 19 | Italia (bandiera)  | A     | Tommaso Busatto              |
| 20 | Italia (bandiera)  | C     | Manuel Giandonato (capitano) |
| 21 | Italia (bandiera)  | A     | Manuel Fischnaller           |
| 22 | Italia (bandiera)  | P     | Michele Narni                |
| 23 | Italia (bandiera)  | C     | Riccardo Pinzi               |
| 25 | Italia (bandiera)  | C     | Alessandro Carosso           |
| 26 | Italia (bandiera)  | C     | Gianvito Misuraca            |
| 27 | Italia (bandiera)  | A     | Matteo Maggio                |
| 28 | Italia (bandiera)  | A     | Giovanni Nannelli            |
| 30 | Italia (bandiera)  | C     | Stefano Pavone               |
| 30 | Italia (bandiera)  | A     | Mattia Pampano               |
| 32 | Italia (bandiera)  | D     | Giulio Parodi                |
| 44 | Albania (bandiera) | D     | Andreas Gkertsos             |
| 50 | Italia (bandiera)  | D     | Stefano Pellizzari           |
| 90 | Italia (bandiera)  | A     | Antonio Ronci                |

## Risultati

### Serie C

#### Girone di andata
| Arbitro: | Gauzolino (Torino) |

|             |           |  |
| Oneto 45+2’ | Marcatori |  |

| Arbitro: | Castellone (Napoli) |

|                |           |                    |
| Gkertsos 90+5’ | Marcatori | 90+1’ D. Portanova |

| Arbitro: | Catanoso (Reggio Calabria) |

|            |           |                |
| Sbaffo 29’ | Marcatori | 12’ Spedalieri |

| Arbitro: | Caldera (Como) |

|                             |           |  |
| Pellizzari 37’ Scorza 45+2’ | Marcatori |  |

| Arbitro: | Rispoli (Locri) |

|                            |           |                           |
| Giordani 38’ Gennari 90+4’ | Marcatori | 64’ Scorza 81’ Giandonato |

| Fermo 2 ottobre 2022, ore 14:30 CEST 6ª giornata | Fermana           | 0 – 0 referto | Olbia | Stadio Bruno Recchioni (1 188 spett.)\| Arbitro: \| Iacobellis (Pisa) \| |
| Arbitro:                                         | Iacobellis (Pisa) |               |       |                                                                          |

| Arbitro: | Diop (Treviglio) |

|  |           |               |
|  | Marcatori | 42’ Tenkorang |

| Arbitro: | Mastrodomenico (Matera) |

|                             |           |           |
| Spagnoli 11’ Di Massimo 46’ | Marcatori | 87’ Pinzi |

| Arbitro: | Rinaldi (Bassano del Grappa) |

|                 |           |           |
| Fischnaller 28’ | Marcatori | 8’ Ubaldi |

| Arbitro: | Pezzopane (L’Aquila) |

|                             |           |                                       |
| Delcarro 32’ S. Rosso 90+2’ | Marcatori | Giandonato 28’ Fischnaller 62’ (rig.) |

| Arbitro: | Frascaro (Firenze) |

|                 |           |                        |
| Fischnaller 59’ | Marcatori | 30’ Zanini 37’ Fonseca |

| Arbitro: | Gigliotti (Cosenza) |

|                                 |           |  |
| Schiavi 58’ (rig.) Samele 90+2’ | Marcatori |  |

| Fermo 13 novembre 2022, ore 14:30 CET 13ª giornata | Fermana            | 0 – 0 referto | Alessandria | Stadio Bruno Recchioni (1200 spett.)\| Arbitro: \| Mirabella (Napoli) \| |
| Arbitro:                                           | Mirabella (Napoli) |               |             |                                                                          |

| Arbitro: | Vergaro (Bari) |

|            |           |            |
| Fedato 55’ | Marcatori | 90’ Bunino |

| Arbitro: | Ubaldi (Roma) |

|              |           |  |
| Misuraca 20’ | Marcatori |  |

| Arbitro: | Taricone (Perugia) |

|                          |           |                                            |
| Belloni 78’ Frediani 80’ | Marcatori | 23’ Giandonato 73’ Spedalieri 90’ Graziano |

| Arbitro: | Cavaliere (Paola) |

|  |           |                                                          |
|  | Marcatori | 13’ (rig.) Rosafio 18’ (rig.) Montalto 54’ J. Pellegrini |

| Arbitro: | Burlando (Genova) |

|                   |           |                |
| Nicastro 34’, 82’ | Marcatori | 74’ Spedalieri |

| Arbitro: | Andreano (Prato) |

|            |           |  |
| Maggio 76’ | Marcatori |  |

#### Girone di ritorno
| Arbitro: | Di Cicco (Lanciano) |

|                                                 |           |                           |
| Fischnaller 24’ Giandonato 35’, 90+5’ Romeo 39’ | Marcatori | 54’ Currarino 72’ Morello |

| Arbitro: | Crezzini (Siena) |

|               |           |                                   |
| Bulevardi 33’ | Marcatori | 24’ Romeo 50’ Misuraca 70’ Maggio |

| Fermo 15 gennaio 2023, ore 14:30 CET 22ª giornata | Fermana       | 0 – 0 referto | Recanatese | Stadio Bruno Recchioni (1500 spett.)\| Arbitro: \| Ancora (Roma) \| |
| Arbitro:                                          | Ancora (Roma) |               |            |                                                                     |

| Arbitro: | Calzavara (Varese) |

|            |           |                 |
| De Rose 8’ | Marcatori | 50’ Fischnaller |

| Arbitro: | Pacella (Roma) |

|                |           |              |
| Giandonato 17’ | Marcatori | 45’ Rovaglia |

| Arbitro: | Castellone (Napoli) |

|                                         |           |                                     |
| Ragatzu 67’ (rig.) Borghetto 86’ (aut.) | Marcatori | 25’, 50’, 72’ Fischnaller 33’ Romeo |

| Arbitro: | Fiero (Pistoia) |

|                        |           |  |
| L. Morosini 76’, 90+6’ | Marcatori |  |

| Arbitro: | Grasso (Ariano Irpino) |

|                                  |           |                       |
| Neglia 7’ Fischnaller 39’ (rig.) | Marcatori | 12’ (rig.) Melchiorri |

| Arbitro: | Bozzetto (Bergamo) |

|            |           |                 |
| Ubaldi 76’ | Marcatori | 47’ Fischnaller |

| Arbitro: | Rispoli (Locri) |

|                        |           |                         |
| Fischnaller 54’ (rig.) | Marcatori | 80’ Biondi 81’ Mencagli |

| Imola 5 marzo 2023, ore 14:30 CET 30ª giornata | Imolese          | 0 – 0 referto | Fermana | Stadio Romeo Galli (418 spett.)\| Arbitro: \| Andreano (Prato) \| |
| Arbitro:                                       | Andreano (Prato) |               |         |                                                                   |

| Fermo 11 marzo 2023, ore 17:30 CET 31ª giornata | Fermana                      | 0 – 0 referto | Carrarese | Stadio Bruno Recchioni (1196 spett.)\| Arbitro: \| Rinaldi (Bassano del Grappa) \| |
| Arbitro:                                        | Rinaldi (Bassano del Grappa) |               |           |                                                                                    |

| Arbitro: | Marotta (Sapri) |

|                |           |             |
| Martignago 20’ | Marcatori | 64’ Busatto |

| Arbitro: | Milone (Taurianova) |

|  |           |                  |
|  | Marcatori | 9’ (aut.) Scorza |

| Arbitro: | Gauzolino (Torino) |

|            |           |                |
| Panico 54’ | Marcatori | 83’ Spedalieri |

| Arbitro: | Djurdjevic (Trieste) |

|                               |           |                       |
| Maggio 26’, 90+10’ Parodi 44’ | Marcatori | 90+4’ (rig.) Paloschi |

| Arbitro: | Galipò (Firenze) |

|                                                  |           |                            |
| Nardi 6’, 32’ J. Pellegrini 76’ Guglielmotti 86’ | Marcatori | 57’ Maggio 78’ Fischnaller |

| Arbitro: | Grasso (Ariano Irpino) |

|                                          |           |  |
| 13’ Nicastro 25’, 29’ Peli 62’ A. Cioffi | Marcatori |  |

| Arbitro: | Vogliacco (Bari) |

|              |           |                 |
| Saporiti 59’ | Marcatori | 81’ Fischnaller |

### Coppa Italia Serie C
| Arbitro: | Di Reda (Molfetta) |

|                                                   |           |                |
| Chiarello 3’ A. Ferrante 69’ (rig.) Calderoni 88’ | Marcatori | 72’ Spedalieri |

## Statistiche

### Statistiche di squadra
| Competizione         | Punti | In casa | In casa | In casa | In casa | In casa | In casa | In trasferta | In trasferta | In trasferta | In trasferta | In trasferta | In trasferta | Totale | Totale | Totale | Totale | Totale | Totale | D.R. |
| Competizione         | Punti | G       | V       | N       | P       | Gf      | Gs      | G            | V            | N            | P            | Gf           | Gs           | G      | V      | N      | P      | Gf     | Gs     | D.R. |
| -------------------- | ----- | ------- | ------- | ------- | ------- | ------- | ------- | ------------ | ------------ | ------------ | ------------ | ------------ | ------------ | ------ | ------ | ------ | ------ | ------ | ------ | ---- |
| Serie C              | 44    | 19      | 6       | 7       | 6       | 18      | 20      | 19           | 3            | 10           | 6            | 25           | 29           | 38     | 9      | 17     | 12     | 43     | 49     | -6   |
| Coppa Italia Serie C | -     | 0       | 0       | 0       | 0       | 0       | 0       | 1            | 0            | 0            | 1            | 1            | 3            | 1      | 0      | 0      | 1      | 1      | 3      | -2   |
| Totale               | -     | 19      | 6       | 7       | 6       | 18      | 20      | 20           | 3            | 10           | 7            | 26           | 32           | 39     | 9      | 17     | 13     | 44     | 52     | -8   |

### Andamento in campionato
| Giornata  | 1 | 2 | 3 | 4 | 5 | 6 | 7 | 8 | 9 | 10 | 11 | 12 | 13 | 14 | 15 | 16 | 17 | 18 | 19 | 20 | 21 | 22 | 23 | 24 | 25 | 26 | 27 | 28 | 29 | 30 | 31 | 32 | 33 | 34 | 35 | 36 | 37 | 38 |
| --------- | - | - | - | - | - | - | - | - | - | -- | -- | -- | -- | -- | -- | -- | -- | -- | -- | -- | -- | -- | -- | -- | -- | -- | -- | -- | -- | -- | -- | -- | -- | -- | -- | -- | -- | -- |
| Luogo     | T | C | T | C | T | C | C | T | C | T  | C  | T  | C  | T  | C  | T  | C  | T  | C  | C  | T  | C  | T  | C  | T  | T  | C  | T  | C  | T  | C  | T  | C  | T  | C  | T  | C  | T  |
| Risultato | P | N | N | V | N | N | P | P | N | N  | P  | P  | N  | N  | V  | V  | P  | P  | V  | V  | V  | N  | N  | N  | V  | P  | V  | N  | P  | N  | N  | N  | P  | N  | V  | P  | P  | N  |

Legenda:

Luogo: C = Casa; T = Trasferta. Risultato: V = Vittoria; N = Pareggio; P = Sconfitta.